# Michele I del Montenegro
Michele (Mihailo) Petrovic Njegoš I (Cettigne, 1º settembre 1908 – Parigi, 24 marzo 1986) fu l'ultimo re del Montenegro.

## Biografia

### Infanzia
Nacque dal principe Mirko, secondogenito di re Nicola I del Montenegro, e da Natalija Konstantinović, appartenente a famiglia serba discendente lontanamente del re di Serbia Aleksandar Obrenović per parte di madre e dalla famiglia Konstantinović, della nobiltà del Banato, per parte di padre. Il matrimonio dei genitori non fu felice, sia a causa del libertinaggio di Mirko, sia per la morte dei quattro fratelli di Michele, tutti deceduti o bambini o giovinetti. Nel 1912 Natalja, in insanabile dissidio con il marito, lasciò la Corte di Cettigne.

### In Francia
Nel 1915, a seguito dell'invasione austriaca del Montenegro, Michele si trasferì in Francia assieme agli altri membri della famiglia reale e al governo. Il padre Mirko, fatto prigioniero dagli austriaci, morì di lì a poco di tubercolosi a Vienna.

### Ascesa
Nel 1921 morì re Nicola e gli succedette il figlio primogenito Danilo II che, però, pochi giorni dopo abdicò a favore del nipote Michele che divenne così re nominale del Montenegro il 7 marzo 1921, non avendo ancora le grandi potenze deciso sulla sorte del Montenegro indipendente, occupato al momento dalla Serbia. Poiché Michele era minorenne, la nonna, la regina Milena del Montenegro, assunse la reggenza assieme al presidente del governo montenegrino in esilio. La Conferenza degli Ambasciatori, di lì a poco, riconoscerà il 13 luglio 1922 l'annessione del Montenegro alla Serbia, togliendo ogni speranza a Michele di tornare in Montenegro, il quale continuerà a risiedere in Francia.

### Matrimonio
Nel 1941 Michele sposò Geneviève Prigent, una francese di condizione borghese, figlia di un industriale. I due divorziarono nel 1949.

### In Germania
Con l'invasione della Francia da parte dei tedeschi nella seconda guerra mondiale, Michele fu portato in Germania e risiedeva a Bad Homburg. Qui ricevette, ai primi di giugno del 1941, la visita della cugina Mafalda di Savoia (la regina Elena era infatti la sorella del padre Mirko) che gli riferì dell'offerta della corona del "nuovo" Regno del Montenegro, occupato nel frattempo dagli italiani, fattagli da Vittorio Emanuele III, ma Michele rifiutò ritenendo ormai compromesse per l'Italia le sorti della guerra.

### Ultimi anni
Con l'8 settembre, Michele fu internato dai nazisti in un campo di concentramento. Dopo la guerra accompagnò la moglie, convinta comunista, come si è detto, nella Belgrado di Tito, ma presto ritornò in Francia, dividendosi dalla moglie dalla quale divorziò nel 1949. In Francia visse in ristrettezze economiche facendo il traduttore della lingua serba per conto della questura di Parigi.

## Discendenza
Michele e Geneviève Prigent ebbero un figlio:
- Nicola (1944), attuale pretendente al trono del Montenegro.

## Ascendenza
|                          |                          |                            | Genitori                  |  |  | Nonni |  |  | Bisnonni                       |  |  | Trisnonni              |  |
|                          |                          |                            |                           |  |  |       |  |  | Granduca Mirko Petrović-Njegoš |  |  | Stanko Petrović-Njegoš |  |
|                          |                          |                            |                           |  |  |       |  |  | Granduca Mirko Petrović-Njegoš |  |  | Stanko Petrović-Njegoš |  |
|                          |                          | Christine Vrbitsa          |                           |  |  |       |  |  | Granduca Mirko Petrović-Njegoš |  |  |                        |  |
| Nicola I del Montenegro  |                          |                            |                           |  |  |       |  |  | Granduca Mirko Petrović-Njegoš |  |  |                        |  |
|                          |                          | Anastasie Martinović       | Drago Martinović          |  |  |       |  |  |                                |  |  |                        |  |
|                          |                          | Anastasie Martinović       | Drago Martinović          |  |  |       |  |  |                                |  |  |                        |  |
|                          |                          | Anastasie Martinović       | Stana Martinović          |  |  |       |  |  |                                |  |  |                        |  |
| Mirko del Montenegro     |                          | Anastasie Martinović       |                           |  |  |       |  |  |                                |  |  |                        |  |
|                          |                          | Petar Vukotić              | Peter Perkov Vukotić      |  |  |       |  |  |                                |  |  |                        |  |
|                          |                          | Petar Vukotić              | Peter Perkov Vukotić      |  |  |       |  |  |                                |  |  |                        |  |
|                          |                          | Petar Vukotić              | Stana Milić               |  |  |       |  |  |                                |  |  |                        |  |
| Milena Vukotić           |                          | Petar Vukotić              |                           |  |  |       |  |  |                                |  |  |                        |  |
|                          |                          | Elena Vervodić             | Tadija Vervodić           |  |  |       |  |  |                                |  |  |                        |  |
|                          |                          | Elena Vervodić             | Tadija Vervodić           |  |  |       |  |  |                                |  |  |                        |  |
|                          |                          | Elena Vervodić             | Milica Pavičević          |  |  |       |  |  |                                |  |  |                        |  |
| Michele I del Montenegro |                          | Elena Vervodić             |                           |  |  |       |  |  |                                |  |  |                        |  |
|                          | Alexander Konstantinović | Obrad Konstantinović       |                           |  |  |       |  |  |                                |  |  |                        |  |
|                          | Alexander Konstantinović | Obrad Konstantinović       |                           |  |  |       |  |  |                                |  |  |                        |  |
|                          | Alexander Konstantinović | Danica Gvozdenović         |                           |  |  |       |  |  |                                |  |  |                        |  |
| Alexander Konstantinović | Alexander Konstantinović |                            |                           |  |  |       |  |  |                                |  |  |                        |  |
|                          |                          | Principessa Anka Obrenović | Principe Jevrem Obrenović |  |  |       |  |  |                                |  |  |                        |  |
|                          |                          | Principessa Anka Obrenović | Principe Jevrem Obrenović |  |  |       |  |  |                                |  |  |                        |  |
|                          |                          | Principessa Anka Obrenović | Tomanija Bogićević        |  |  |       |  |  |                                |  |  |                        |  |
| Natalija Konstantinović  |                          | Principessa Anka Obrenović |                           |  |  |       |  |  |                                |  |  |                        |  |
|                          |                          | Alexander Opuić            | Tadija Opuić              |  |  |       |  |  |                                |  |  |                        |  |
|                          |                          | Alexander Opuić            | Tadija Opuić              |  |  |       |  |  |                                |  |  |                        |  |
|                          |                          | Alexander Opuić            | Vidosava Milić            |  |  |       |  |  |                                |  |  |                        |  |
| Milena Opuić             |                          | Alexander Opuić            |                           |  |  |       |  |  |                                |  |  |                        |  |
|                          |                          | Maria Boscković            | Rajko Boscković           |  |  |       |  |  |                                |  |  |                        |  |
|                          |                          | Maria Boscković            | Rajko Boscković           |  |  |       |  |  |                                |  |  |                        |  |
|                          |                          | Maria Boscković            | Mara Nikcević             |  |  |       |  |  |                                |  |  |                        |  |
|                          |                          | Maria Boscković            |                           |  |  |       |  |  |                                |  |  |                        |  |